# 我们都很好
《我们都很好》（日语：／ Min'na īko）是由日本偶像男子组合SMAP成员香取慎吾与日本摇滚乐队南天群星成员原由子以“原由子＆香取慎吾”名义发表的单曲。单曲于1997年10月29日在日本发行，发行公司为胜利娱乐。

## 制作背景
《我们都很好》这张单曲并不是交由南天群星所属的唱片公司TAISHITA Lable发行，而是交由胜利娱乐。香取慎吾和原由子所属的唱片公司都隶属于胜利娱乐。
《我们都很好》的单曲格式并没有按照当时日本流行音乐所采用的8厘米CD格式，而是选用了12厘米CD格式。

## 收录歌曲
| 曲序     | 曲目           | 编曲     | 关联项目                                                 | 备注  |
| -------- | -------------- | -------- | -------------------------------------------------------- | ----- |
| 1.       | 我们都很好（） | 桑田佳佑 | 富士电视台问答类综艺节目《中居正广的我们都活着》主题曲。 |       |
| 2.       | 我们都很好（） |          |                                                          | 版    |
| 3.       | 我们都很好（） |          |                                                          | 版    |
| 总时长： | 总时长：       | 总时长： | 总时长：                                                 | 13:08 |

### 脚注
1. ↑  此处沿用2003年6月前执行的旧版认证标准，累积销量20万张才可获得此认证。

### 出典
1. ↑  . 日本唱片协会.   [2019-11-02]. （原始内容存档于2015-10-19）.
2. ↑  . JVC Networks. 胜利娱乐.   [2019-11-03]. （原始内容存档于2019-11-03）.
3. ↑  . 日本亚马逊.   [2019-11-03]. （原始内容存档于2021-09-10）.